# Božidara
Božidara je ženské křestní jméno slovanského původu. Je ženskou podobou jména Božidar. Znamená „dar boží, bohem daný“. Její variantou jsou Theodora, Božena a Bohdana.

## Známé nositelky jména
- Božidara Turzonovová – slovenská herečka srbsko-makedonského původu